# Petre Roman
Petre Roman (* 22. července 1946) je rumunský politik. V letech 1989–1991 byl premiérem Rumunska. V letech 1999–2000 ministrem zahraničních věcí, 1996–2000 předsedou Senátu. Od roku 2008 je představitelem Národní liberální strany (Partidul Național Liberal). Byl prvním premiérem po pádu Nicolae Ceaușesca. Jeho vládu svrhly hornické protesty vedené Mironem Cozmou.